# World Club Challenge 2017
El World Club Challenge de 2017 fue la vigésimo quinta edición del torneo de rugby league más importante de clubes a nivel mundial.

## Formato
Se enfrentan los campeones del año anterior de las dos ligas más importantes de rugby league del mundo, la National Rugby League y la Super League.

## Participantes
| Liga                       | Ganador                    |
| -------------------------- | -------------------------- |
| National Rugby League 2016 | Cronulla-Sutherland Sharks |
| Super League XXI           | Wigan Warriors             |

## Encuentro
| 19 de febrero de 2017 | Wigan Warriors | 22 - 6 | Cronulla-Sutherland Sharks | DW Stadium, Wigan               |  |
|                       |                |        |                            | Asistencia: 21 011 espectadores |  |

| Bandera de Inglaterra  |
| Campeón Wigan Warriors |
| Cuarto título          |